# 寿製麺よしかわ

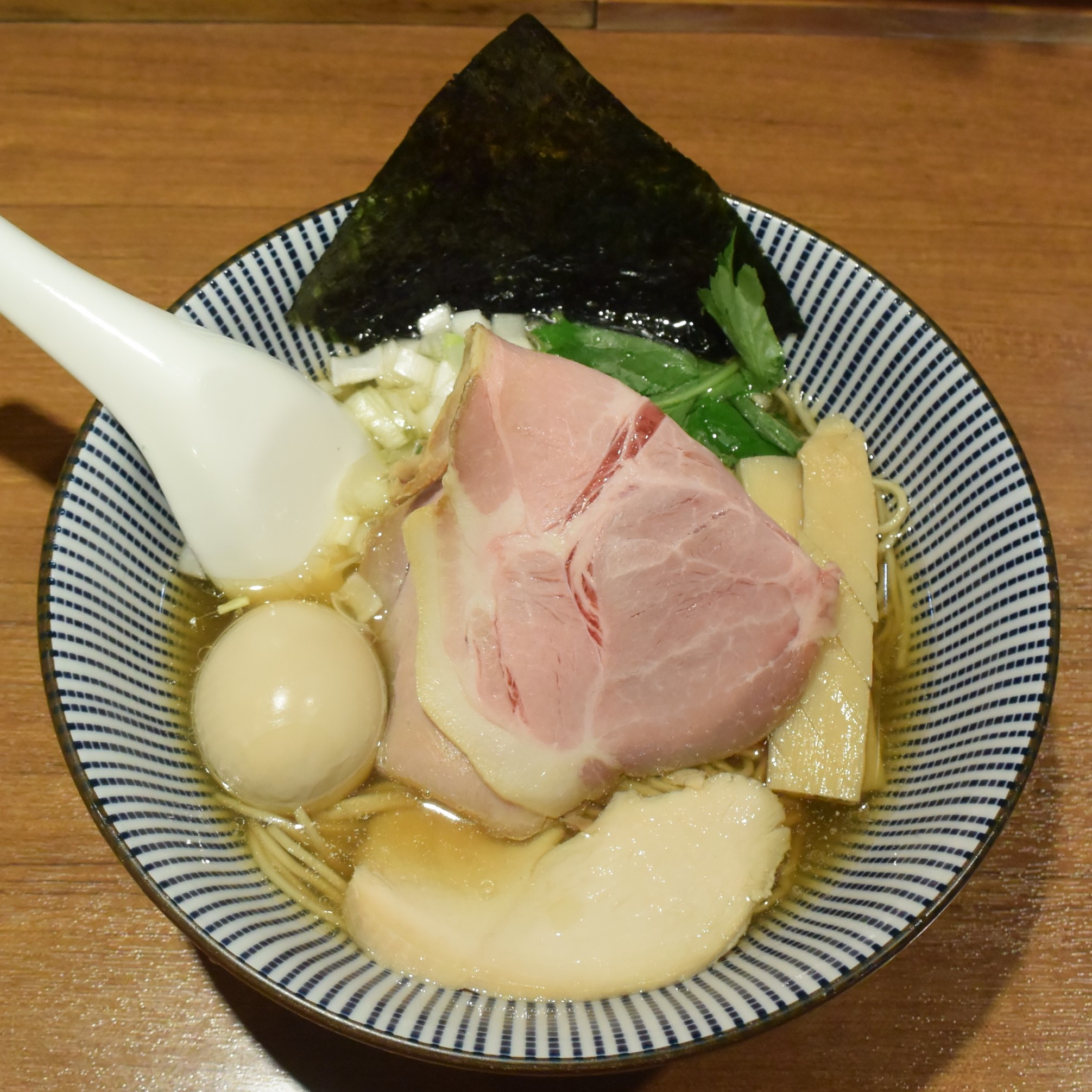
寿製麺よしかわ・煮干そば 白醤油 特製

寿製麺よしかわ（ことぶきせいめんよしかわ）は、株式会社よしかわが運営する、埼玉県川越市今福などで「煮干しそば」などを提供しているラーメン店。埼玉県などに5軒2ブランド（「寿製麺よしかわ」が4軒、「湯菜坊」が1軒）を構える。2011年6月創業。代表取締役は吉川和寿。

## 沿革
- 2011年（平成23年）
  - 6月 - 吉川は埼玉県出身[4]で、20歳の頃に飲食業界に入る[5]。最初は「いけす料理」（割烹料理）店[6]:21、その後、イタリアン、フレンチ、無国籍料理など様々なジャンルの店を渡り歩く[4][5]。食材の勉強と開業資金を稼ぐ目的で市場での仕事も経験[7][4][5]。開業資金が出来たところで、上尾駅の駅前に和食をベースにした無国籍料理の居酒屋「仙人のびすとろ」（上尾市仲町）[8]（現在は閉店）を創業[4][5]。多店舗展開[9]を目論み模索する中、外食産業の中で伸び続けている麺業態に着目[4][5]。独学でスープ作り、製麺などの勉強をし、マスターする[10]:66[5]。

- 2014年（平成26年）
  - 8月 - 「中華そばよしかわ上尾店」（上尾市南）をオープン[11][4]。

- 2015年（平成27年）
  - 2月 - 食べログの企画「ベストレストラン2014」[12]の「埼玉ベストラーメン2014」で第10位にランクイン[13]。
  - 10月 - ラーメンWalkerの企画「ラーメンWalkerグランプリ2015本気ランキング」の埼玉新人部門で第1位を受賞[11]:11。

- 2016年（平成28年）
  - 1月 - 「寿製麺よしかわ川越店」（川越市今福）をオープン[14][10][15]。
  - 同月 - 食べログの企画「Japan Ramen Award2016」[注 1]で埼玉県で第1位、全国で第23位を受賞[16]。
  - 2016年10月 - 埼玉新聞社の企画「埼玉ラーメン大賞」[注 2]　の「醤油部門」で受賞[17]。

- 2017年（平成29年）
  - 4月 - 「寿製麺よしかわ坂戸店」（坂戸市上吉田）をオープン[18][19]。
  - 6月 - 食べログの企画「ラーメンEAST百名店[20]2017」に上尾店、川越店共に選出[21][注 3]。

- 2018年（平成30年）
  - 11月 - 「寿製麺よしかわ西台駅前店」（板橋区蓮根）をオープン[25][26][27][28]。

- 2019年（令和元年）
  - 9月 - 「寿製麺よしかわ保谷店」（西東京市保谷町）をオープン[29]（現在は閉店）[30]。

- 2020年（令和2年）
  - 1月 - SARAHが主催する「JAPAN MENU AWARD 2019」[31]で「関東つけ麺部門」で「寿製麺よしかわ西台駅前店」の「金目鯛のつけそば（金目鯛のご飯つき)」[6]:21[25]:72が「一つ星」を受賞[32]。
  - 4月 - 「寿製麺」、「よしかわ」を商標登録する[注 4]。

- 2021年（令和3年）
  - 9月 - 寿がきやからカップ麺「寿製麺よしかわ 煮干し白醤油ラーメン」を発売[3]。

- 2022年（令和4年）
  - 2月 - セカンドブランド店として埼玉県北本市中丸でタンメン専門店「湯菜坊」をオープン[1][33]。

## 特徴
- 吉川は、和食料理人[17]:9の経験を活かし「鮮魚」[34]:60[6]:21[4]:4を使った「煮干しラーメン」[5]を作ること、「ひと手間」[4]:4をかけることなどで他店と差別化を図っている。

- スープ（無化調[35]:31）に使う煮干しは季節によって産地が違う複数種[19]:74[36]:77のカタクチイワシとマイワシをブレンドし調整[37]:94[4]:6,7。さらに水出しした昆布、サバ節を加えて煮出す。タレはメインとなる醤油に魚醤、昆布、干し椎茸の軸、カツオ節、塩などを加熱し、一晩寝かせるという過程を2日繰り返し、味を馴染ませる[4]:6,7。

- 麺は低加水の自家製の角のある細ストレート麺[38]:111[35]:31[19]:74。川越店内にある製麺室で4店舗分の麺を製造している[2]:41。麺はスープごとに合うものを作っている[28][4]:4。

- メニューは煮干そば（白醤油[18]:124、黒醤油[37]:94など）の他、期間限定メニュー[34]:60[4]:6も手掛ける。その他、新鮮な生イワシを乗せた汁なしそばの「いわしそば」[17]:9、日替りの鮮魚を3種ほど使い、たたきにしてごはんの上に盛った「海鮮丼」[28][4]:6,7、餃子[39][40]などがある。

- 【期間限定】真鯛白湯そば
（寿製麺よしかわ西台駅前店）
- いわしそば
（寿製麺よしかわ上尾店）
- 炙り真鯛ご飯
（寿製麺よしかわ上尾店）

## 催事・イベントなど
- 2016年11月 - 全国ふるさとフェア2016ぐぅうま横濱[41]
- 2017年5月・11月 - ラーメン優駿2017[42]・秋の陣[43]
- 2018年6月 - 東京ラーメンショーin新潟2018[44][45]
- 同年10月 - 大つけ麺博10周年特別企画 日清ラ王 presents ラーメン日本一決定戦[46]
- 同年同月 - 東京ラーメンショー2018[47][48]
- 同年11月 - ラーメンEXPO2018イベント出店[49]
- 同年12月 - むぎくらべに期間限定出店[3]
- 2019年5月 - 札幌ラーメンショー2019[50]
- 同年10月 - 大つけ麺博「美味しいラーメン集まりすぎ祭り[51]
- 同年同月 - 東京ラーメンショー2019[52]
- 2020年2月 - 東日本あったか冬フェス（そごう大宮店）第2回東日本うまいもの祭り[53]

## メディア
- 2020年1月 - news every.[54]
- 2020年9月 - news every.[40]
- 2020年6月 - スーパーJチャンネル[55]
- 2021年4月 - バナナマンのせっかくグルメ[56][57]